# Янки Стейдиъм
„Янки Стейдиъм“ (Стадионът на Янките) е стадион, намиращ се в Южен Бронкс, Ню Йорк.
Той е домашният терен на Ню Йорк Янкис, един от най-великите отбори в бейзбола. Той е открит през 2009 година в началото на сезона на Висшата бейзболна лига (MLB), като замества предишния дом на Янките, оригиналния Янки стейдиъм, който е бил открит през 1923 година и закрит през 2008 година. Двата стадиона са разделени само от една улица, като новият е на мястото на бившия Мейкъмбс Дам парк.
Голяма част от новия стадион включва елементи от стария, което е направено за да се отдаде почит на славната история на Янките.
Янки стейдиъм е построен върху площ от 97000 квадратни метра. Неговата стойност е 1,5 милиарда долара, което го прави най-скъпият бейзболен стадион и вторият във всички видове спортове, след Метлайф в Ийст Ръдърфорд, Ню Джърси.

## История
Плановете за изграждане на нов стадион са предоставени през 2004 година. В началото е било предвидено изграждане на подвижен покрив, но на по-късен етап това отпада, тъй като по този начин се спестяват 200 милиона долара.
Церемонията по направата на първата копка на стадиона е била на 16 август 2006 година, като тогава се чества 58 години от смъртта на великия бейзболист Бейб Рут. Собственикът на Янките Щайнбренер, кметът на Ню Йорк Майкъл Блумбърг и губернаторът Джордж Патаки, всички те облечени с екипите и с шапки на отбора, правят тази символична първа копка. Докато трае строежът, Янките играят на стария си стадион. Тук се получава много интересна история. Един от работниците, който е запален привърженик на Бостън Ред Сокс, заравя реплика на екипа на Дейвид Ортис, който е играч на любимия му отбор. Той има за цел да направи черна магия на Янките, подобна на „Проклятието на Бамбино“.
Счита се, че това проклятие е застигнало бостънския отбор, след като са продали Бейб Рут на Янките и дълго време те не са имали никакви успехи. Въпреки че някой от колегите на този работник го издават, той упорито отказва да каже къде е заровил екипа и дори след дълго търсене, този екип остава под трибуните на стадиона. Проклятието обаче не се е получило, тъй като още по време на първия сезон игран на новия Янки стейдиъм, отбора от Ню Йорк става шампион.

## Нов стадион
Идеята на дизайнерите е екстериора да бъде сходен с този на оригиналния Янки стейдиъм. Интериорът обаче е изцяло променен. Игрището е с по-големи размери, а удобствата за феновете са на изключително високо ниво. Стадионът разполага с 4300 места за ВИП гости и 68 луксозни апартамента.
Проектът е направен от фирма Популус (по-рано позната като ХОК Спорт). Външната облицовка е направена от 11000 варовикови плочи донесени от Индиана, а също и от гранит. Над всяка врата има номера изработени от златни пластини. Интериорът е украсен със стотици снимки, които отразяват историята на Янките. Трибуните са разположени амфитеатрално, като са снабдени с по-големи и удобни седалки от стария стадион, а също така се е увеличило и пространството за краката на зрителите. Така капацитетът на стадиона става с 4000 места по-малък от предходния.
Централното светлинно табло е с размери 30,78 х 18 метра и е с 550,5 квадратни метра видима площ, което го прави трето по големина в света. Таблото е с висока разделителна способност и може да показва едновременно по четири различни изображения. Съблекалните са много повече от тези в стария стадион и с много по-голяма площ. Музеят на Янките е разположен на шесто ниво и от там могат да се закупят множество сувенири, свързани с отбора. Тук е и популярната „Стена с топките“, върху която има стотици топки с автографи на бившите и настоящи играчи на Янките, като се планира да се вземат автографи от всички живи играчи, които са играли в някакъв период от живота си за отбора от Южен Бронкс.